# العلاقات الكويتية السيشلية
العلاقات الكويتية السيشلية هي العلاقات الثنائية التي تجمع بين الكويت وسيشل.

## مقارنة بين البلدين
هذه مقارنة عامة ومرجعية للدولتين:
| وجه المقارنة                                              | الكويت        | سيشل                                                |
| --------------------------------------------------------- | ------------- | --------------------------------------------------- |
| المساحة (كم2)                                             | 17.82 ألف     | 459                                                 |
| عدد السكان (نسمة)                                         | 4.14 مليون    | 95.84 ألف                                           |
| الكثافة السكانية (ن./كم²)                                 | 232.32        | 20.88 ألف                                           |
| العاصمة                                                   | مدينة الكويت  | فيكتوريا                                            |
| اللغة الرسمية                                             | اللغة العربية | لغة فرنسية، لغة إنجليزية، اللغة الكريولية السيشيلية |
| العملة                                                    | دينار كويتي   | روبية سيشلية                                        |
| الناتج المحلي الإجمالي (بليون دولار)                      | 120.13 مليار  | 1.49 مليار                                          |
| الناتج المحلي الإجمالي (تعادل القوة الشرائية) بليون دولار | 290.53 مليار  | 2.54 مليار                                          |
| الناتج المحلي الإجمالي الاسمي للفرد دولار أمريكي          | 29.30 ألف     | 15.48 ألف                                           |
| الناتج المحلي الإجمالي للفرد دولار أمريكي                 | 73.25 ألف     | 26.42 ألف                                           |
| مؤشر التنمية البشرية                                      | 0.816         | 0.772                                               |
| رمز المكالمات الدولي                                      | +965          | +248                                                |
| رمز الإنترنت                                              | .kw           | .sc                                                 |
| المنطقة الزمنية                                           | ت ع م+03:00   | ت ع م+04:00                                         |

## منظمات دولية مشتركة
يشترك البلدان في عضوية مجموعة من المنظمات الدولية، منها:
| علم المنظمة | اسم المنظمة                               | تاريخ انضمام الكويت | تاريخ انضمام سيشل |
| ----------- | ----------------------------------------- | ------------------- | ----------------- |
|             | الاتحاد البريدي العالمي                   | ?                   | ?                 |
|             | يونسكو                                    | 18 نوفمبر 1960      | 18 أكتوبر 1976    |
|             | البنك الدولي للإنشاء والتعمير             | 13 سبتمبر 1962      | 29 سبتمبر 1980    |
|             | وكالة ضمان الاستثمار متعدد الأطراف        | 12 أبريل 1988       | 15 سبتمبر 1992    |
|             | البنك الإفريقي للتنمية                    | ?                   | ?                 |
|             | الاتحاد الدولي للاتصالات                  | 14 أغسطس 1959       | 17 سبتمبر 1999    |
|             | منظمة الشرطة الجنائية الدولية             | ?                   | 1 سبتمبر 1977     |
|             | مؤسسة التمويل الدولية                     | 13 سبتمبر 1962      | 11 يونيو 1981     |
|             | الأمم المتحدة                             | 14 مايو 1963        | 21 سبتمبر 1976    |
|             | منظمة حظر الأسلحة الكيميائية              | ?                   | 29 أبريل 1997     |
|             | المركز الدولي لتسوية المنازعات الاستشارية | 4 مارس 1979         | 19 أبريل 1978     |

## وصلات خارجية
- موقع وزارة الخارجية الكويتية